# 13 Candles
I 13 Candles sono un gruppo gothic metal britannico formatosi nel 1992. La band segue anche uno stile black metal e industrial metal.

## Storia
La band si formò nel 1992 (grazie al bassista Dracul) e ben presto iniziò a farsi strada nell'industria musicale tanto da produrre 13 demo, 4 video live\promo, 8 apparizioni su compilation. Notati dall'etichetta Nightbreed, i 13 Candles debuttarono con l'album Come Out Of The Dark, pubblicato il 13 novembre 1995, che raggiunse un successo mondiale. Il secondo album, Angles Of Mourning Silence, prodotto dalla Cacophonous Records, vendette oltre 8000 copie nel mondo e rese ufficiale il passaggio del gruppo a sonorità più black metal. Nel 1997 la band cambiò alcuni membri e con l'attuale formazione pubblicò l'album Killing For Culture.

## Formazione
- Justin Walker
- Marc Hoyland
- Tim Turner
- Dan Theobald

## Discografia
- 1995 - Come out of the Dark
- 1997 - Angels of Mouring Silence
- 2000 - Killing for Culture